# HMS Centurion (1911)
HMS Centurion là một thiết giáp hạm dreadnought thuộc lớp King George V thứ nhất được Hải quân Hoàng gia chế tạo ngay trước Chiến tranh Thế giới thứ nhất.

## Thiết kế và chế tạo
Centurion được chế tạo tại Xưởng tàu Devonport. Nó được đặt lườn vào ngày 16 tháng 1 năm 1911; được hạ thủy vào ngày 18 tháng 11 năm 1911 và được đưa ra hoạt động cùng Hải quân Hoàng gia Anh vào tháng 5 năm 1913

## Lịch sử hoạt động

### Chiến tranh Thế giới thứ nhất
Sau khi hoàn tất, Centurion được phối thuộc về Hải đội Chiến trận 2 do con tàu chị em King George V dẫn đầu. Nó đã có mặt trong trận Jutland trong thành phần chủ lực của Hạm đội Grand dưới quyền chỉ huy của Đại tá Hải quân Michael Culme-Seymour. Nó là chiếc thứ ba trong Đội 1 của Hạm đội Grand, ngay phía sau King George V và Ajax.
Sau lượt phục vụ tại Bắc Hải, nơi mà trong một giai đoạn nó đặt dưới quyền chỉ huy của Roger Keyes, Centurion được gửi đến khu vực Đông Địa Trung Hải vào năm 1918 cùng với chiếc Superb để giám sát việc chiếm đóng Đế quốc Ottoman. Đến năm 1919, Centurion được cho tách ra để đi đến hoạt động tại Hắc Hải trong vụ can thiệp của Đồng Minh vào cuộc Nội chiến Nga.

### Chiến tranh Thế giới thứ hai
Sau khi Hiệp ước Hải quân Washington được ký kết, Centurion được cho ngừng hoạt động và giải giáp để phục vụ như một tàu mục tiêu thay thế cho chiếc Agamemnon vào năm 1924. Nó tiếp tục hoạt động trong vai trò này tại cảng Portsmouth cho đến tháng 4 năm 1941, khi được tái trang bị với một cấu trúc thượng tầng giả nhằm mô phỏng chiếc Anson vốn đang được chế tạo tại xưởng tàu Portsmouth.
Vào ngày 4 tháng 4 năm 1941, Bộ Hải quân Anh đề nghị Hạm đội Địa Trung Hải tiến hành một cuộc bắn phá lớn nhắm vào thành phố Tripoli của Libya, tiếp nối bằng việc phong tỏa cảng này bằng cách đánh chìm Centurion như một tàu ụ cản. Tuy nhiên, Đô đốc Andrew Cunningham bỏ qua đề xuất này do tốc độ chậm chạp của nó cũng như hoạt động tích cực của không quân đối phương, nên ý tưởng này bị bỏ xó.
Đến tháng 6 năm 1942, Centurion lên đường trong Chiến dịch Vigorous tại khu vực Đông Địa Trung Hải ngụy trang như một thiết giáp hạm đang hoạt động. Trong giai đoạn từ năm 1942 đến năm 1944, nó đặt căn cứ ngoài khơi Suez như một tàu phòng không và hiện diện để răn đe hoạt động của Hải quân Ý tại khu vực này; người Ý tin rằng các tháp pháo giả 13,5 inch bằng gỗ của nó là thật nên đã giữ những chiếc siêu-dreadnought của họ ở cách xa.
Hoạt động cuối cùng của Centurion sau một quãng đời hoạt động dài nhưng ít nổi bật của nó là bị đánh chìm như một đê chắn sóng ngoài khơi các bãi đổ bộ ở Normandy trong Chiến dịch Overlord. Báo cáo cho biết quân Đức nghĩ rằng chiếc tàu chiến cũ, bị các khẩu pháo bờ biển của Sư đoàn Bộ binh 352 Đức đánh chìm, đã gây ra tổn thất lớn về nhân mạng, khi chỉ quan sát thấy có 70 người thoát ra khỏi con tàu đang chìm. Thực chất 70 người đó là toàn bộ thủy thủ đoàn của con tàu.